# SUCK MY WORLD
『SUCK MY WORLD』(サック・マイ・ワールド) は、日本のロックバンド・THE ORAL CIGARETTESの5枚目となるフルアルバム。2020年4月29日にA-Sketchから発売された。

## 解説
- フルアルバムとしては前作 「Kisses and Kills」 以来約1年10ヶ月ぶりのリリースとなった。
- THE ORAL CIGARETTESのアルバムにおける先行シングル曲が現時点で最多を占める。
- 初回限定盤A・B、通常盤の3形態でリリースされた。初回限定盤A・Bに付属するDVD (初回盤BはBlu-ray)には2019年9月14日に泉大津フェニックスにて行われた「PARASITE DEJAVU 〜2DAYS OPEN AIR SHOW〜DAY1 ONE MAN SHOW」の模様がアンコールを含めて全曲収録されている。[1]

### チャート成績
- 2020年5月11日付のオリコン週間ランキングでは初動15,072枚を売り上げ、週間1位にランクイン。

## 収録曲
1. Introduction [2:24]
2. Tonight the silence kills me with your fire [2:44]
  - 4th配信限定シングル。
3. Fantasy [4:24]
  - Da-iCEがオリジナルダンスの振り付けをおこなった。
4. Dream In Drive [3:31]
  - 5th配信限定シングル。バンダイナムコエンターテインメントより2021年発売のアクションRPG「SCARLET NEXUS」テーマソング。
5. Maze [4:00]
6. Don't you think (feat. ロザリーナ) [4:22]
  - 2nd配信限定シングル。
7. Hallelujah [4:03]
8. Breathe [2:29]
  - インストゥルメンタル。
9. ワガママで誤魔化さないで [4:18]
  - 9thシングル。フジテレビ系アニメ 「revisions リヴィジョンズ」オープニングテーマ。[2]
10. Shine Holder [3:49]
  - 3rd配信限定シングル。
11. Naked [3:05]
  - 6th配信限定シングル。
12. Color Tokyo [4:46]
  - 9thシングル収録。
13. From Dusk Till Dawn [3:43]
14. The Given [6:08]　
  - 彼らの曲で最も演奏時間が長い曲。
15. Slowly but surely I go on [3:56]
  - 7th配信限定シングル。

### DVD / Blu-ray (初回盤A・Bのみ)
- 「PARASITE DEJAVU ～2DAYS OPEN AIR SHOW～」 DAY1 ONE MAN SHOW at 泉大津フェニックス 2019.9.14